# 행온 GP '95
행온 GP '95는 겐키에서 개발하고 세가에서 세가 새턴 용으로 출시한 레이싱 비디오 게임으로, 행온 시리즈의 마지막 게임이다. 북미판은 행온 GP라는 이름으로, 유럽판은 행온 GP '96이라는 이름으로 출시되었다. Sega AM3의 맨 TT 슈퍼바이크에 비해 더 많은 코스를 제공하지만 훨씬 단순한 그래픽으로 출시되었다.

## 평가
행온 GP '95는 출시 당시 엇갈린 평가를 받았다. 일부는 이 게임이 가정용 콘솔용 최초의 3D 오토바이 레이싱 게임 중 하나라고 칭찬했고, 다른 이들은 컨트롤이 불량하고 애니메이션이 부족하다고 비판했다.
Next Generation지는 게임의 새턴 버전을 검토하여 별 5개 중 3개를 평가했으며 일반 레이스 게임보다는 우수하지만 행온의 이름을 빌리기에는 아쉽다는 평을 주었다.

## 같이 보기
- 슈퍼 행온